# Île de Culatra
L'île de Culatra (Ilha da Culatra en portugais) est une île du Ria Formosa située dans l'Algarve au Portugal. L'île est proche de Olhão, mais elle appartient administrativement à la commune de Faro. L'île possède trois villages : Farol (le Phare), Hangares et Culatra.

## Géographie
L'île de Culatra, d'une superficie de 5,9 km2, fait partie de l'ensemble des îles de la barrière autour du Ria Formosa. L'île s'étend sur environ 6 kilomètres de long pour 0,1 à 0,9 kilomètre de largeur, sans routes ou véhicules, mais entrelacée de chemins pédestres. La population avoisine les 1000 habitants, composée principalement de pêcheurs et de touristes durant l'été. La pêche reste un facteur économique non négligeable pour l'île, le tourisme restant encore peu développé. 
Le bâtiment le plus remarquable de l'île est le phare construit en 1851. Situé à l'ouest de l'île, le phare (portugais : Farol) do Cabo de Santa Maria mesure 47 mètres de haut et a une portée nominale d'environ 25 milles nautiques. 
L'île possède de belles plages, en particulier sur la rive sud. L'ancrage des bateaux se fait au nord du côté de la lagune. Sur l'île, on trouve des maisons de pêcheurs, des maisons de vacances, un café et un petit hôtel.

## Histoire
En 1918, pendant la Première Guerre mondiale, un centre aéronaval destiné à la lutte anti-sous-marine a commencé à être construit sur l'île. Bien que partiellement construit et utilisé, ce centre n'a jamais été activé officiellement et ses installations ont été utilisées comme infrastructure de soutien pour un champ de tir de la marine portugaise.

## Accès
L'île est située à moins de deux kilomètres d'Olhão, mais la traversée en ferry prend environ une demi-heure en raison de la présence de nombreux bancs de sable et des filets de pêche.

## Voir aussi

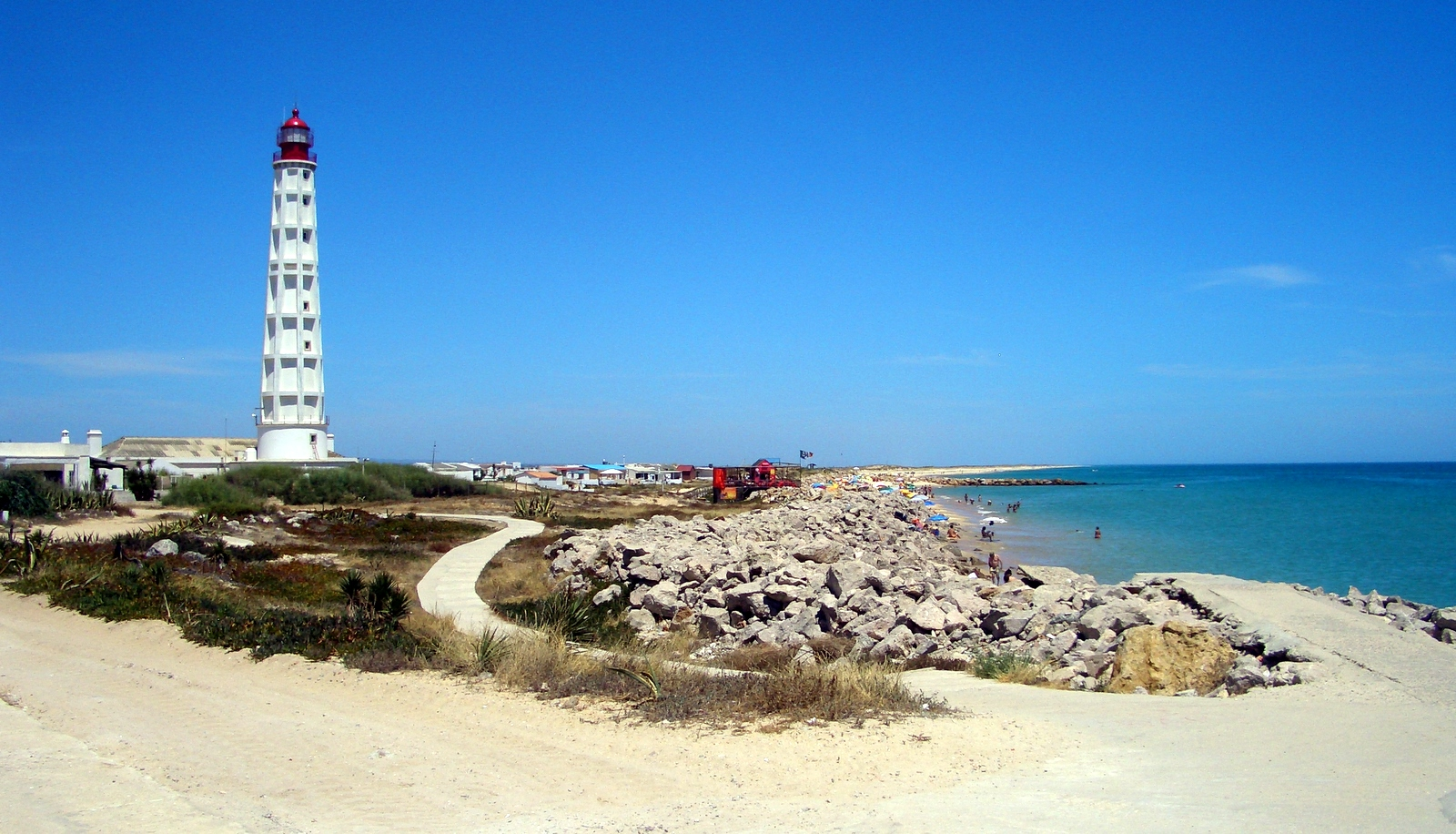
Phare do Cabo de Santa Maria
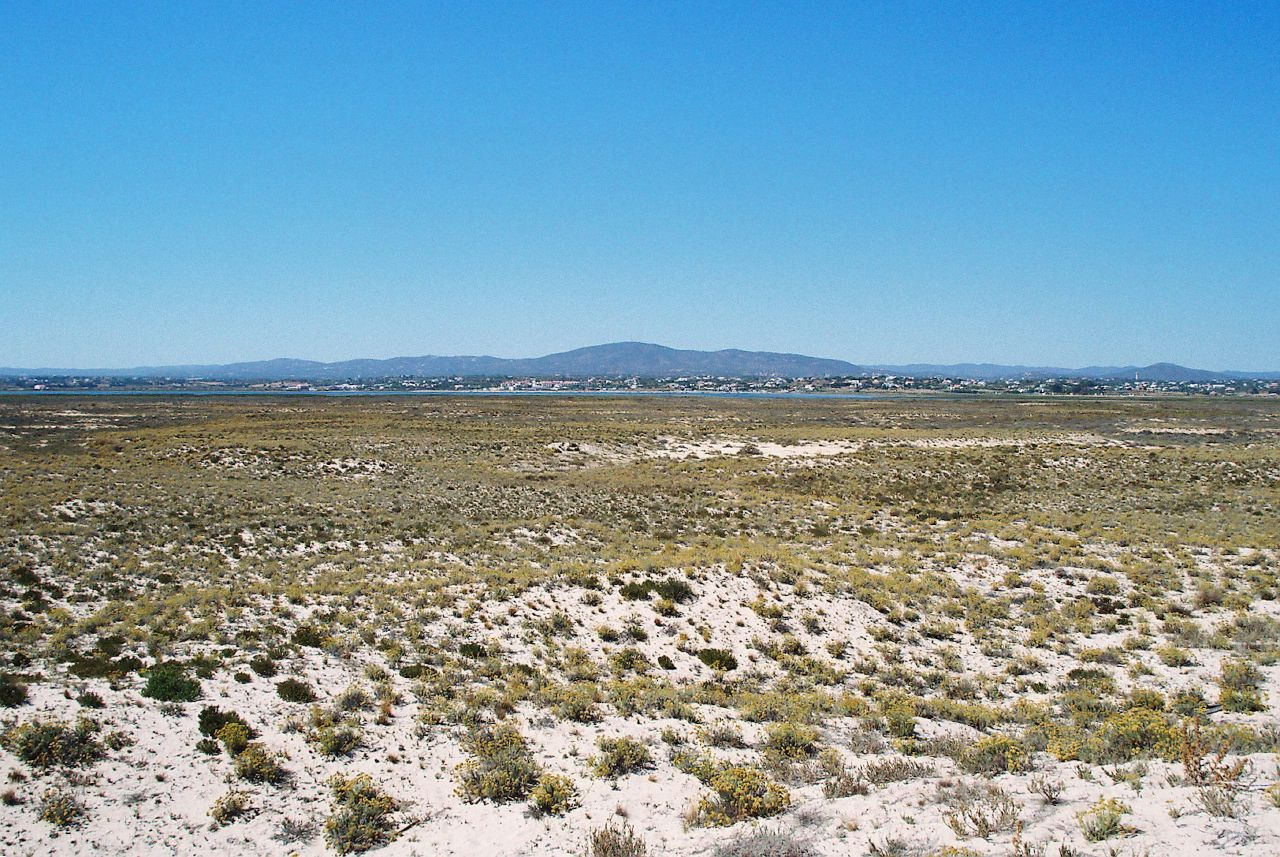
Île de Culatra
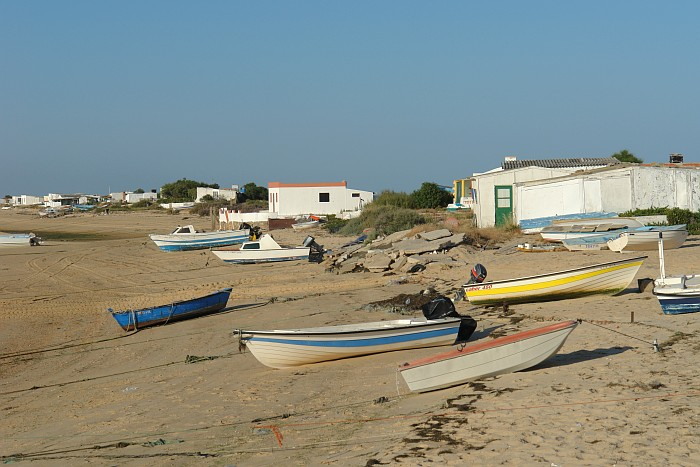
Plage de Culatra
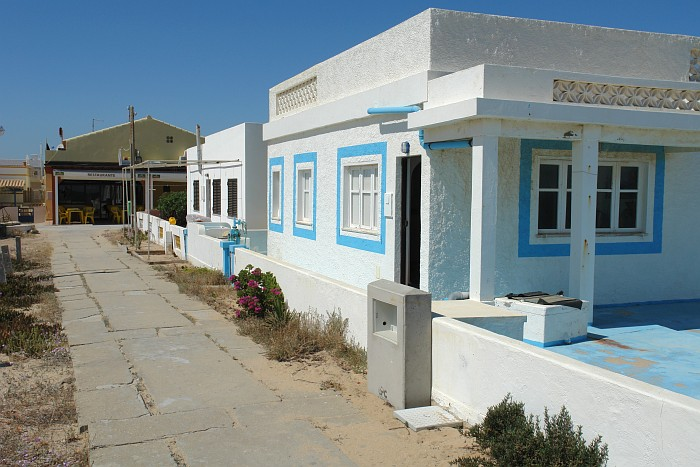
Maisons de Culatra